# Eli Leon
Eli Marcos Martins Leon (Fernandópolis ,2 de setembro de 1954)  é um desenhista de quadrinhos brasileiro. Trabalhou por muitos anos na Editora Abril, nos Estúdios Disney. Começou a trabalhar na Abril na década de 1970.
Possui cerca de 760 histórias publicadas, a maioria delas no Brasil e algumas na Holanda, Dinamarca e Estados Unidos.